# Znojemský městský pivovar
Znojemský městský pivovar je pivovar, který se nachází v historickém centru Znojma na předhradí znojemského hradu. Plánovaná maximální roční kapacita je 10 000 hl uvařeného piva ročně. Do roku 2010 se jmenoval pivovar Hostan. Značku Hostan však od roku 2003 vlastní nizozemská společnost Heineken (pivo Hostan vyrábí v jiných provozech), současný název pivovaru je od podzimu 2015, kdy se zde po 10 letech opět začalo vařit pivo.

## Historie
Roku 1278 uděluje římský král Rudolf I. Habsburský městu Znojmu várečné a mílové právo při tažení z bitvy na Moravském poli. Roku 1363 je v Losunkové knize z doby Karla IV. uvedeno několik právovárečných měšťanů - mezi nimi i sládek Hostan. Nejstarší dochované stanovy cechu pivovarského ve Znojmě jsou z roku 1446. Samotný moderní městský pivovar byl založen roku 1720, poté, co už v roce 1709 císařským patentem získal pozemek kolem hradní rotundy Sv. Kateřiny.  V roce 1860 prodalo město pivovar za 50 000 zlatých měšťanu Tomáši Mauralovi. Jeho rodina vlastnila pivovar do roku 1921, kdy je pivovar přejmenován na První znojemský parní pivovar a sladovna, spol. s.r.o. 
Pivovar fungoval i během druhé světové války. Po válce byl v roce 1948 znárodněn. V roce 1974 měl znojemský pivovar výstav piva 246 595 hl, který se až do jeho zrušení v roce 2009 nepodařilo překonat. V roce 1992 vzniká tradice pivních slavností. V roce 1993 byl pivovar privatizován a získala ho firma Hostan s.r.o. vzniklá ze členů managementu pivovaru. Od roku 2000 se v Hostanu vařily 4 druhy piva. V roce 2003 byl pivovar Hostan prodán nizozemskému koncernu Heineken. V roce 2005 byla do pivovaru v Brně přesunuta výroba lahvového piva. Výrobu lahvového piva ve Znojmě nahradila výroba sudových nasycených limonád s citrónovou a kolovou příchutí pod značkou ZULU. Dne 15. června 2009 výroba piva Hostan ve Znojmě skončila.
V květnu roku 2010 koupilo město Znojmo od firmy Heineken pivovar nazpět za 26 mil. Kč. V roce 2014 vznikl na popud soukromého investora projekt obnovy výroby piva v části bývalého pivovaru. Město s investorem uzavřelo dlouhodobou smlouvu o pronájmu a byly zahájeny projekční a přípravné kroky.  V roce 2015 proběhly bourací a rekonstrukční  práce a v listopadu 2015 byla zahájena výroba znojemského piva od producenta Znojemský městský pivovar a.s. V roce 2017 proběhly prozatím poslední úpravy na severním dvoře v areálu pivovaru. Zbourala se zde stará kuželna a vznikl tak pěkný velký prostor pro pořádání akcí. Tento prostor bude dále rekonstruován v roce 2019.

## Produkty pivovaru
Znojemský městský pivovar vaří převážně nefiltrované pivo. Stálý sortiment je Znojemská 11%, Znojemská 12%, Zetko 14% a jediný filtrovaný produkt Znajmer 11%. Dále pivovar během roku vaří různé speciály: Velikonoční Jantarovou 12%, Vánoční Medovou 13%, přes léto pak Vídeň 10% a tmavou 10%, na tmavý Stout 13% s příchutí kávy  nebo PALE ALE a na podzim Doppelbock 18% nebo Znojemskou IPU.  V roce 2017 se znojemské pivo spojilo s vinařstvím Ampelos a uvařili víno s přívlastkem Sauvin 11% (Znojemská 11% a víno Sauvignon).  